# Pink lady
Cripps Pink o Pink Lady® es una variedad de manzana que cumple las normas de calidad para poder venderse bajo el nombre comercial de Pink Lady. En su origen fue obtenida por John Cripps en el Departamento de Agricultura de Australia Occidental cruzando la manzana australiana Lady Williams con la Golden Delicious, con la idea de combinar las propiedades de durabilidad y resistencia al almacenamiento prolongado de la Lady Williams con la dulzura pero poca capacidad de almacenamiento de la Golden Delicious.

## Marca registrada
Cripps Pink pertenece y está bajo licencia del Departamento de Agricultura y Alimentación de Australia Occidental  (DAFWA), que dispone de los derechos de producción en diversos países. El máximo organismo de la industria para los cultivadores de manzanas y peras australianas —«Apple and Pear Australia Limited» (APAL)— “posee” y gestiona mundialmente la “propiedad intelectual” de la marca comercial Pink Lady, que está registrada en más de 70 países.

## Crecimiento y desarrollo
La manzana es de forma elipsoidal, tiene un característico tono rojo sobre fondo verde y sabor ácido.
La variedad Cripps Pink requiere un largo periodo de desarrollo, 200 días, y un clima cálido, por lo que es difícil que se pueda cultivar en latitudes más templadas o con climas sometidos a largos inviernos. Se cultiva de un modo extensivo en Australia; también en  Argentina, Nueva Zelanda, Chile, Canadá, Francia, Italia, España, EE. UU. y Uruguay desde finales de la década de 1990. La manzana Pink Lady se ha hecho particularmente popular en Reino Unido donde tuvo aproximadamente un 10% de cuota de mercado en el año 2005.
Esta variedad es la más temprana en florecer y una de las que se recogen más tardíamente. La diferencia de temperatura entre el día y la noche durante el otoño les proporciona sus colores característicos. Por otra parte, necesitan una buena exposición al sol. Por lo demás, se trata de una variedad que requiere poca atención, pero es muy sensible a la Sarna del manzano y al pulgón rosa del manzano.

## Comunicación
Las campañas publicitarias de 'Pink Lady' provocan una mirada crítica de algunos medios en Francia.
Desde un punto de vista histórico, la comunicación de Pink Lady® ha ido asociada con la seducción y el amor.  El color rojo de la manzana la hace muy naturalmente femenina y glamurosa.  
La primera campaña de comunicación estuvo inspirada por la sensualidad de Audrey Hepburn. La fiesta de San Valentín se ha convertido en un periodo relevante de comunicación, y en una cita histórica de la marca con los consumidores.

Manzanas 'Pink Lady'
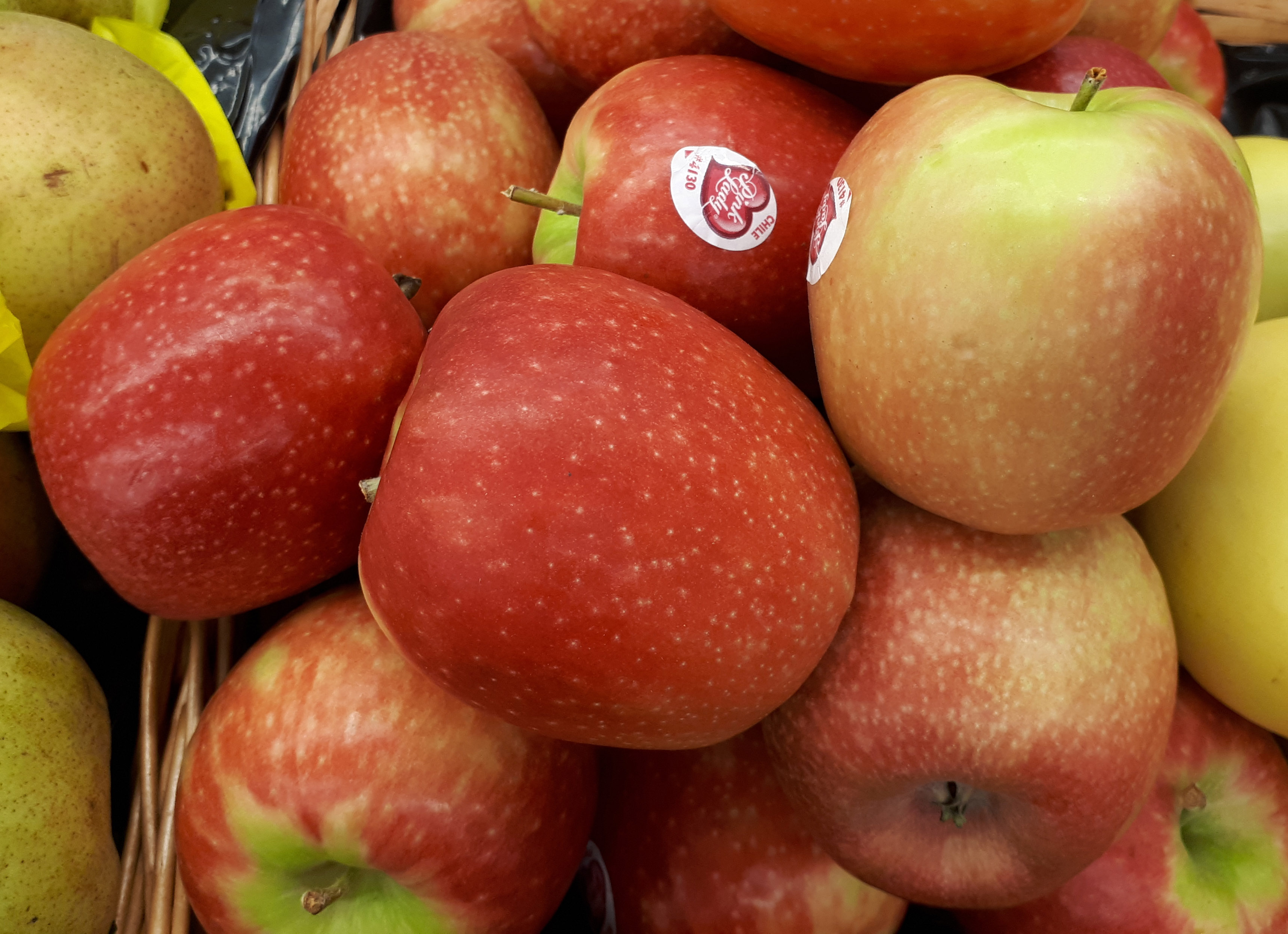
Manzanas 'Pink Lady'.
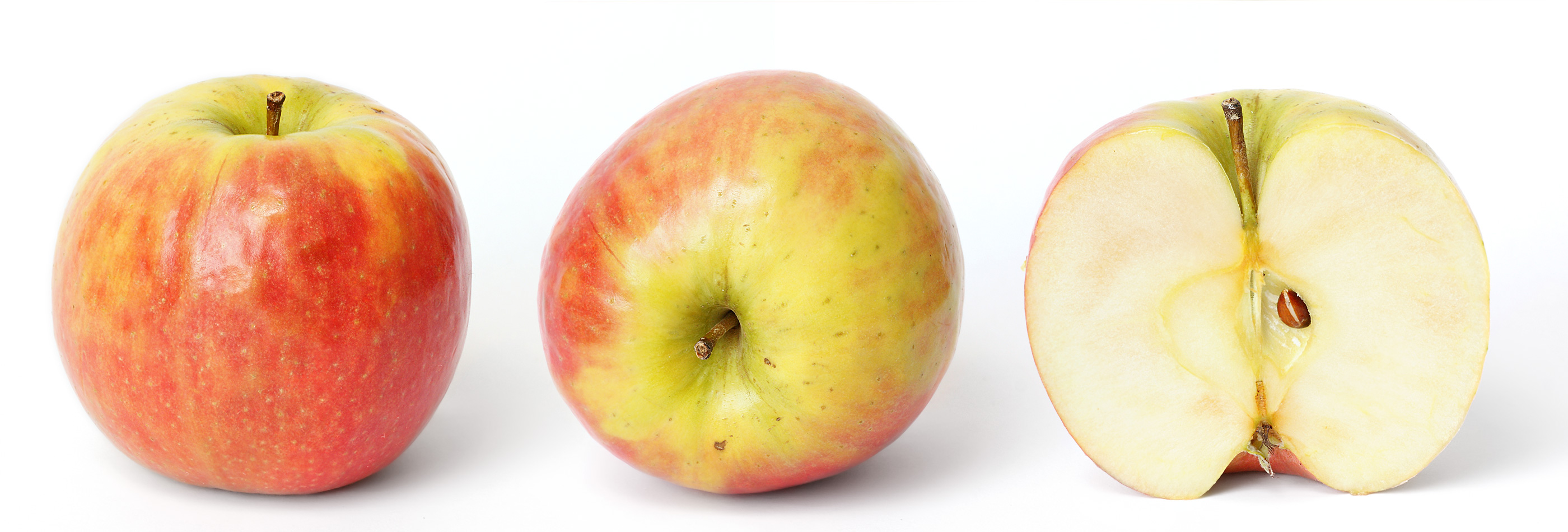
Manzana 'Pink Lady'.
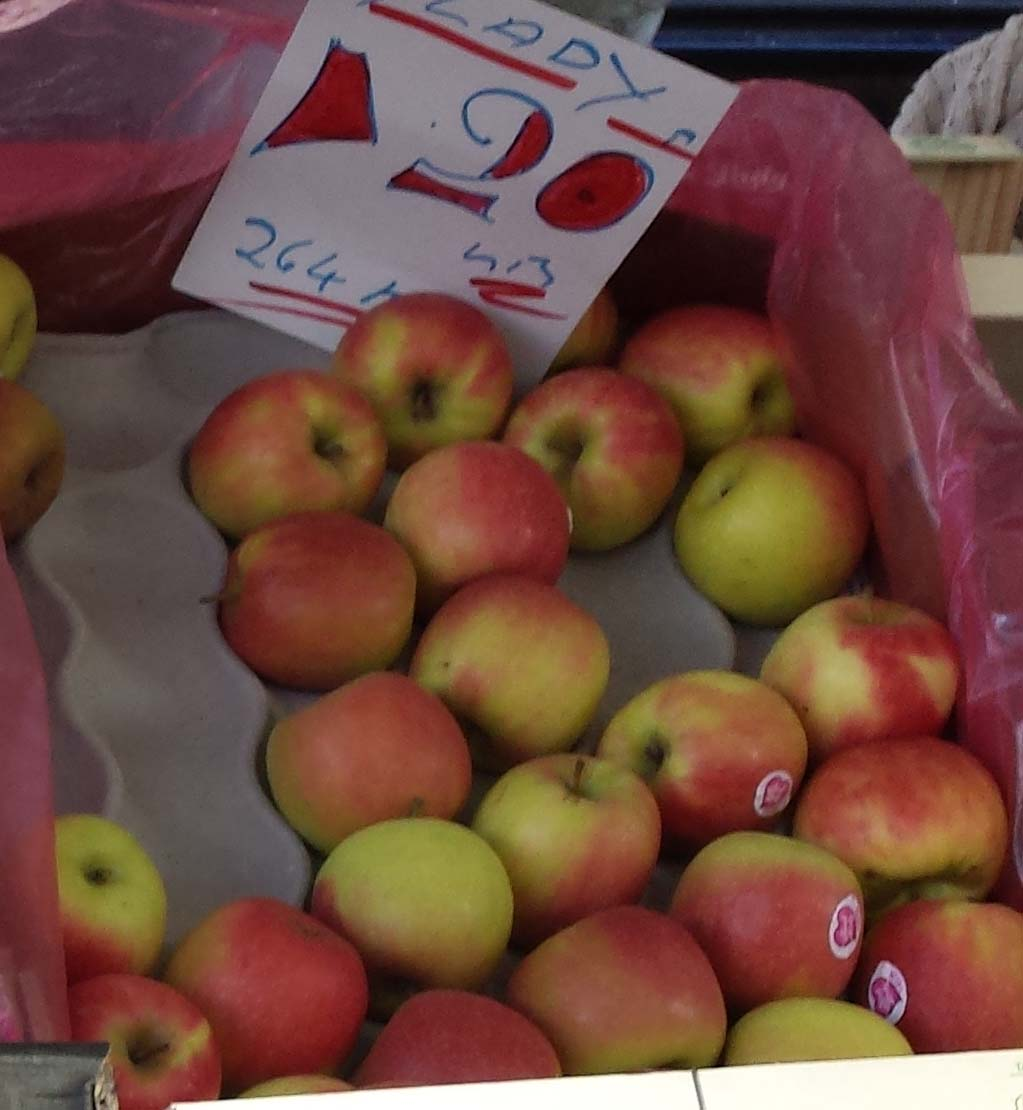
Manzanas 'Pink Lady' a la venta en Reino Unido.